# Stereotyp spiskowy
Stereotyp spiskowy (dawniej: stereotyp duszy grupowej) – rodzaj stereotypu, konstrukcja myślowa w formie swoistej personifikacji danej grupy, stanowiącej jej reprezentację jako odrębnego i zintegrowanego bytu – kolektywnego wroga.

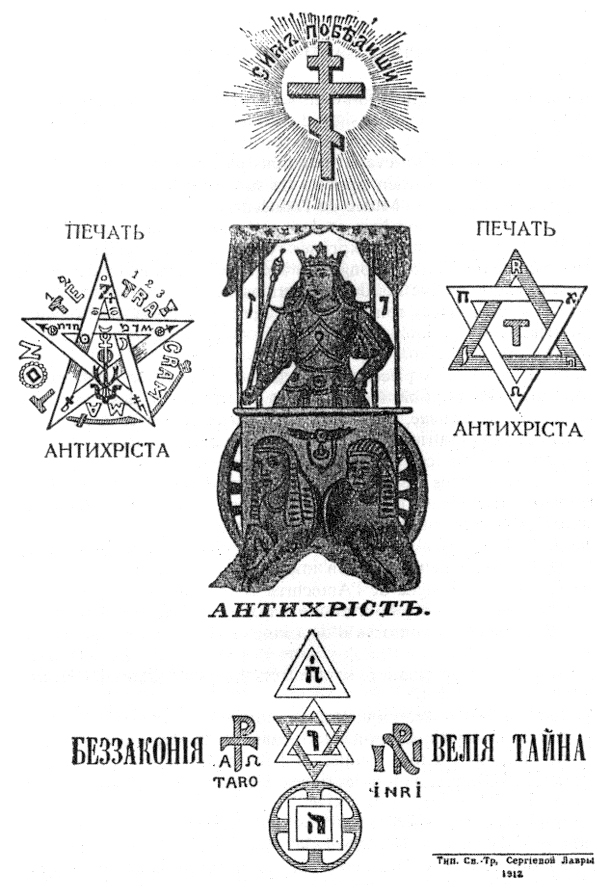
Stereotyp spiskowy przypisuje wrogie zamiary danej grupie, np. Żydom. Powyżej książka Siergieja Aleksandrowicza Nilusa z 1912 („Wielkie w małym i Antychryst”) zawierająca tekst Protokołów mędrców Syjonu – rosyjskiej antysemickiej fałszywki, spreparowanej przez Ochranę, opisującej rzekome plany osiągnięcia przez Żydów globalnej dominacji. Podpisy (między okultystycznymi symbolami i wersją karty Tarota „Rydwan”) brzmią: „W ten sposób wygramy”, „Znak antychrysta ” (oznaczający pentagram Tetragrammaton), „Bezprawie”, „Tarot”, „INRI”, „Wielka tajemnica”. Dała ona początek współczesnej literaturze spiskowej. Istotne stają się rzekome wrogie zamiary przypisywane danej grupie, a nie jej konkretne cechy. Wszystkie grupy uznawane za wrogie stereotyp spiskowy przedstawia podobnie.

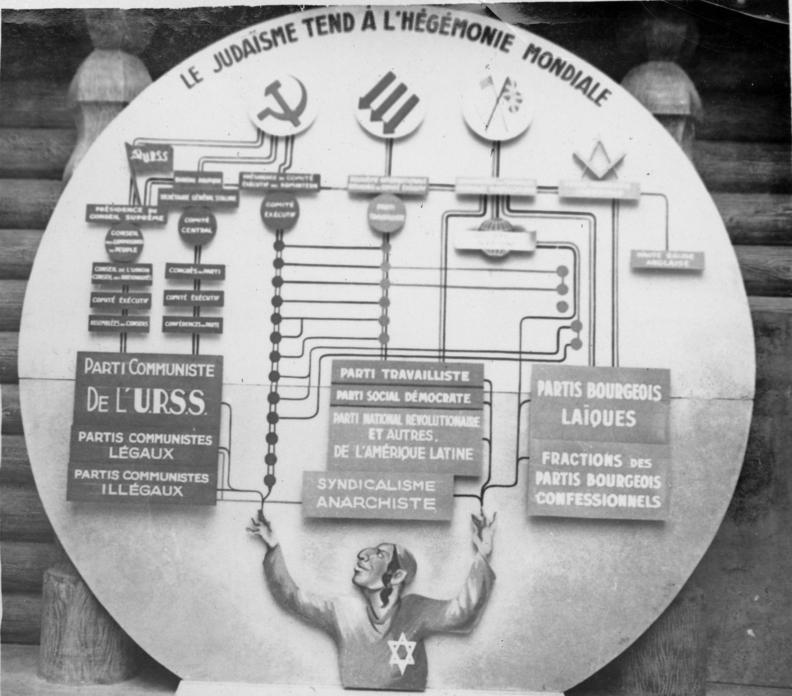
„Żydzi dążący do władzy nad światem” – wystawa antysemicka podczas niemieckiej okupacji we Francji (1942)

## Charakterystyka
Stereotyp spiskowy nie stanowi kolejnego stereotypu, rozumianego jako pewien schemat kategorialny wyobrażający przedstawiciela danej grupy, o typowych dla tej grupy cechach, lecz odnosi się raczej do samej grupy, traktując ją jako pewną całość, uznając ją za odrębną, zintegrowaną, solidarną względem swych członków, a egoistyczną względem reszty świata; co więcej, przypisując jej jako tejże całości pewne działanie ukierunkowane na określony skutek.
Różnice pomiędzy stereotypem w powszechnym rozumieniu, określanym przez Monikę Grzesiak-Feldman mianem klasycznego, a stereotypem spiskowym wyrażają się w sześciu głównych aspektach wymienionych przez Mirosława Koftę:
- stereotyp spiskowy przypisuje pewne cechy, jak to już wyżej wskazywano, grupie jako zbiorowości. Klasyczny stereotyp opisuje pewnego, uznawanego za typowego przedstawiciela danej grupy;
- klasyczny stereotyp wymienia cechy członka danej grupy, orzekając, że przynależność do grupy X wiąże się, współwystępuje, koreluje z takimi cechami, jak A, B, C (teoria korelacyjna). Stereotyp spiskowy idzie dalej, poszukując przyczynowości pewnych niezrozumiałych dla osoby wyznającej stereotyp zjawisk (teoria przyczynowa)[4]. (Psychologia potoczna często opiera się na przyjęciu nastawienia intencjonalnego[5], które często sprawdza się w praktyce również w przypadku analizy zachowania systemów żadnej woli, celów, umysłu ani intencjonalności nie posiadających[6]. Nastawienie intencjonalne jest bardziej ryzykowne, ale często praktyczniejsze i użyteczniejsze od fizykalnego czy projektowego[7]);
- klasyczne stereotypy różnią się znacznie treścią. Co więcej, zawierać mogą zarówno cechy pozytywne, jak i negatywne. Stereotyp spiskowy określa daną grupę tylko negatywnie;
- klasyczne stereotypy różnią się treścią również w zakresie przypisywanych cech negatywnych. Przykładowo stereotypowe wyobrażenie Żyda ma niewiele wspólnego z tym, jak w stereotypach przedstawiany jest Niemiec. Osobie będącej Żydem przypisuje się inne cechy, niż osobie będącej Niemcem. Natomiast stereotyp spiskowy, bez względu na pomawianą grupę, będzie miał podobną treść. Można ją streścić w trzech stałych punktach, z których wynika negatywny obraz grupy:
  - dana grupa cechuje się żądzą władzy i dąży do jej zdobycia,
  - w celu zdobycia tejże władzy posługuje się konspiracją, tzn. zawiązuje spisek, nie działa jawnie,
  - przedkłada ona interesy własne ponad inne (egoizm grupowy);
- stereotyp spiskowy ma inny niż w przypadku klasycznego stereotypu bodziec aktywizujący. Stanowi go zwykle symbol grupy. Może tak działać na przykład nazwa narodowości (np. Żydzi), podczas gdy klasyczny stereotyp aktywuje określenie pojedynczego przedstawiciela grupy (np. Żyd);
- klasycznie rozumiany stereotyp działa głównie na relacje międzyludzkie, na stosunki między jednostkami. Stereotyp spiskowy wpływa natomiast na relacje pomiędzy całymi grupami ludzi[8].

W efekcie stereotypy spiskowe odnoszące się do różnych grup są do siebie nawzajem podobne. Co więcej, osoby przypisujące takie cechy pewnej grupie wykazują większą skłonność do przypisywania ich różnym grupom. Innymi słowy, stereotypy spiskowe korelują ze sobą (tym bardziej że osoba prezentująca spiskowy sposób myślenia i monologiczny system przekonań zazwyczaj przyjmuje więcej, niż pojedynczy spisek). Aktywizują je niepokój, lęk (rozumiany jako stan). Nasilają ją zbliżające się wybory parlamentarne. Stereotyp grupowy może natomiast współistnieć u tej samej osoby ze sprzecznym z nim klasycznym stereotypem dotyczącym tej samej grupy. Zdarzyć się może przykładowo, że dana osoba pozytywnie wartościuje bycie Żydem (przypisuje osobom narodowości żydowskiej jako jednostkom pozytywne cechy), uznając jednocześnie, że Żydzi jako grupa, naród, dążą do objęcia świata swoją władzą. Stereotypy takie nasilają dyskryminację.
Przykładem stereotypu spiskowego jest przypisywanie Żydom udziału w spisku o wielkiej skali. Podobne poglądy utrzymują się od wieków i wiążą się z antysemityzmem. Wykazano doświadczalnie, że stereotyp spiskowy dotyczący Żydów koreluje z teoriami spiskowymi o celowym rozprzestrzenianiu wirusa grypy A/H1N1, dotyczącymi morderstwa Kennedy’ego, okoliczności śmierci księżnej Walii Diany, kryzysu gospodarczego i katastrofy smoleńskiej. Poglądy o zamachu w Smoleńsku wiążą się też ze stereotypem spiskowym dotyczącym Rosjan.